# Skowroniec
Skowroniec (niem. Lerchenberg, 581 m n.p.m.) – szczyt w północno-zachodniej części Gór Kruczych, w Sudetach Środkowych.
Leży na zakończeniu bocznego grzbieciku, odchodzącego ku zachodowi od Anielskiej Góry. Zamyka od wschodu krótki przełom Bobru, w którym znajdują się zabudowania wsi Błażkowa.
Skowroniec zbudowany jest ze skał osadowych budujących zachodnie skrzydło niecki śródsudeckiej, zapadających ku wschodowi, ku jej centrum. Są to piaskowce, zlepieńce i łupki ilaste dolnego karbonu (kulmu), zlepieńce i piaskowce warstw białokamieńskich oraz zlepieńce, piaskowce i łupki warstw żaclerskich z pokładami węgla kamiennego. 
Na szczycie i zachodnich zboczach liczne skałki oraz bloki skalne zbudowane z piaskowców i zlepieńców.
Prawie w całości porośnięty jest lasem świerkowym z domieszką innych gatunków.
Zachodnie zbocze podcięte jest przez linię kolejową Kamienna Góra – Lubawka. Na wschód od wzniesienia biegnie droga krajowa nr 5.